# Chloeria psittacina
Chloeria psittacina är en fjärilsart som beskrevs av Felder 1867. Chloeria psittacina ingår i släktet Chloeria och familjen tjockhuvuden. Inga underarter finns listade i Catalogue of Life.